# Emblème
Pour les articles homonymes, voir Emblèmes.

La colombe, emblème de la paix

L’emblème (nom masculin) est un idéogramme, une couleur, une forme, un animal ou autre signe conventionnel de valeur symbolique, destiné à représenter une idée, un être physique ou moral.
Il permet d'exprimer (par exemple par le dessin) une idée abstraite, telle l'appartenance à un groupe, une idéologie politique ou religieuse, ou encore un métier.
En Europe, à la fin du XIVe siècle est apparue une « nouvelle emblématique » qui au-delà des armoiries et sceaux a développé l'usage de mots ou de phrases courtes sous forme de devises, qui deviendront seuls ou en association avec la partie graphique des signes de reconnaissance.

## Étymologie
Le terme vient du latin emblema, un ornement en placage sur un vase, dérivé lui-même du grec ancien ε'μβλημα, « appliqué sur ».

## Exemples d'emblèmes

### Emblèmes classiques
- Un drapeau est l'emblème d'une nation
- La colombe est l'emblème de la paix
- La couronne de laurier est l'emblème de la gloire

### Emblèmes de mouvements
- La faucille et le marteau est l'emblème du communisme. La faucille est l'outil du paysan, et le marteau, l'outil de l'ouvrier.
- La croix gammée est l'emblème du nazisme, il s'agit d'une svastika inclinée à quarante-cinq degrés.
- Le compas et l'équerre est l'emblème de la franc-maçonnerie.
- La croix rouge (croissant rouge dans les pays musulmans) est un exemple d'un emblème si connu qu'il n'a pas besoin d'être accompagné d'un texte pour être compris. Il protège le personnel médical en temps de guerre ainsi que les victimes des conflits armés et ceux qui tentent de les aider. Les sociétés nationales de la Croix-Rouge et du Croissant-Rouge et leur Fédération, ainsi que le Comité international de la Croix-Rouge incluent ces symboles dans leurs logos.

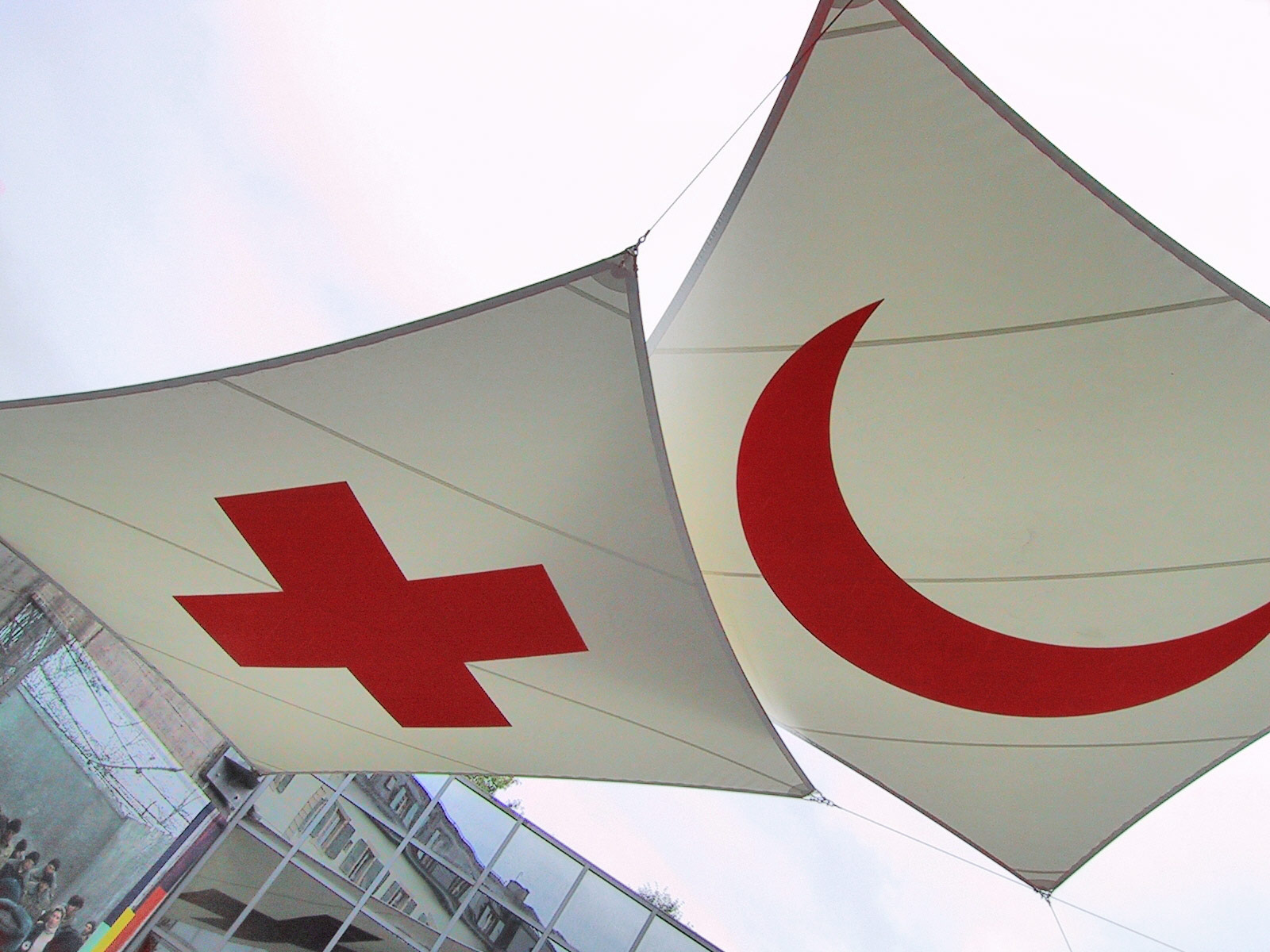
Emblèmes de la Croix-Rouge et du Croissant-Rouge au musée de Genève, en Suisse.

## Franglais
Depuis la fin de XXe siècle, la notion d'emblème est fréquemment exprimée en français courant, et spécialement dans le français médiatique de France, par le mot icône.
Cette impropriété de terme s'est répandue sous l'influence de mauvaises traductions mot à mot de l'anglo-américain icon, dans des contextes où icon n'est pas effectivement employé au sens d'icône (comme image pieuse du rite orthodoxe ou, plus largement, comme concept sémiotique), mais au sens d'emblème ; puis, par analogie figurée désignant des personnes : grande figure, chef de file, vedette, idole, etc. En sémiotique, le mot icône a le sens très précis de signe renvoyant à un objet du monde en fonction du rapport motivé que ses formes entretiennent avec celles de l'objet. Pour la sémiotique, ce que l'on désigne communément du nom d'emblème est un symbole.